# Marion Larat
 (mai 2024).
Pour les articles homonymes, voir Larat.
Marion Larat, née le 10 juillet 1987 à Orléans, est une lanceuse d'alerte française. Elle est connue pour avoir été victime, à l'âge de 18 ans, d’un accident vasculaire cérébral consécutif à l’utilisation d'une pilule contraceptive. Elle a décidé de s'exprimer auprès des médias pour porter à la connaissance des utilisatrices potentielles le sur-risque de la contraception avec les pilules de 3e ou 4e génération, et de porter plainte contre le groupe Bayer et l’Agence nationale de sécurité du médicament. Elle a amené les pouvoirs publics à lancer une étude épidémiologique, et les gynécologues à adapter leurs prescriptions.  

## Biographie
Marion Larat est née le 10 juillet 1987 à Orléans. En juin 2006, alors qu’elle est élève en khâgne BL, elle est victime au domicile familial d’un accident vasculaire cérébral (AVC) massif, et sombre dans le coma. Elle échappe de peu à la mort, pour finalement se réveiller hémiplégique et aphasique. Neuf opérations et des mois de rééducation sont nécessaires pour qu’elle retrouve progressivement la parole et une capacité à se mouvoir. En 2010, une hématologue lui apprend qu’elle est porteuse d’une singularité génétique accentuant la coagulation sanguine.Cette singularité constitue une contre-indication à la prise d’une contraception hormonale progestative, ce dont ne l’avait pas informée la gynécologue consultée en 2006.
Mais ce n’est qu’en juin 2012 que la CRCI (Commission régionale de conciliation et d'indemnisation des accidents médicaux) reconnaît le lien entre la pilule contraceptive qu’elle prenait et l’AVC subi en 2006. Cette commission lui propose une indemnité financière et dégage la responsabilité du laboratoire. Marion Larat décide alors de porter son expérience douloureuse à la connaissance des médias pour alerter sur les risques des pilules en général pour la santé des femmes, et plus particulièrement sur le sur risque des pilules de 3e et 4e génération, pour que les gynécologues prennent davantage en compte ces risques et pour que leurs clientes soient mieux informées. Le 14 décembre 2012, son récit fait la Une du journal Le Monde. Elle porte également plainte au pénal contre le fabricant de la pilule, le laboratoire Bayer, et contre l’Agence nationale de sécurité du médicament (ANSM). 
Depuis, plus d’une centaine d’autres plaintes ont été déposées en France par des femmes victimes d’embolies, de thromboses ou d’AVC. En février 2014, soit à peine un an plus tard, on compte 112 plaintes visant quatorze marques de pilules et 6 groupes industriels. Et l’ANSM confirme aussi des décès dus à un anti-acnéique, souvent prescrit comme pilule, et pris chaque jour par des centaines de milliers de femmes, le Diane-35. L’écho médiatique donné au récit de Marion Larat conduit les pouvoirs publics à mieux prendre la mesure des problèmes de santé et à lancer les premières actions. Dès 2015, à la suite de ces mesures, l'ANSM a constaté une baisse de 20% des embolies pulmonaires chez les jeunes femmes. 
En parallèle à ce combat, Marion Larat s’engage au sein du service civique et rencontre son président, Martin Hirsch, qui soutient son projet de retour à une activité. Elle participe à la création d'une association qui produit des bas de contention fantaisie sérigraphiés, ayant trouvé infâmes les bas portés durant sa propre convalescence. En mars 2014, elle est désignée "Femme de l'année" (RTL/Marie-Claire/France 2).
En juin 2023, la plainte au pénal déposée en 2012 contre BAYER et l'ANSM est toujours en cours. 
En 2014, elle entre en contact avec Binet, son auteur de BD favori, et commence une correspondance qui se transforme, au fil du temps, en une collaboration pour la réalisation d'un album qui s'inspire de son histoire, "Marion", aux éditions Dargaud, sortie le 17 mai 2024.  

## Publication
- La pilule est amère, Editions Stock, 2013, 168 p. (lire en ligne).
- Marion, co scénariste avec Christian BINET, Editions Dargaud, 2024